# Северскаја
Северскаја (рус. Северская) насељено је место полуурбаног типа са званичним статусом станице на југозападу европског дела Руске Федерације. Налази се у југозападном делу Краснодарске покрајине и административно припада њеном Северском рејону чији је уједно и административни центар.
Према подацима националне статистичке службе РФ за 2010, у селу је живело 24.867 становника.

## Географија
Станица Северскаја се налази у југозападном делу Краснодарског краја на јужном ободу алувијалне Закубањске равнице. Река Убин протиће кроз централни део насеља и дели га на источни и западни део. Централни део станице лежи на надморској висини од 47 метара. Смешетна је на око 34 км југозападно од покрајинске престонице Краснодара, односно на неких стотињак километара источно од Новоросијска на црноморској обали.
Јужном периферијом насеља пролази аутопут А146 који повезује градове Краснодар и Новоросијск, те железничка пруга на линији Краснодар−Кримск.

## Историја
Станицу Северскају основали су 1864. припадници азовског козачког корпуса предвођени атаманом Григоријем Воликом. Новоосновано насеље добило је име у част Северског пука који се на том подручју сукобио са одредом черкеских војске.

## Демографија
Према подацима са пописа становништва 2010. у насељу је живело 24.867становника.
| 1897. | 1959.  | 1970.  | 1979.  | 1989.  | 2002.  | 2010.  |
| ----- | ------ | ------ | ------ | ------ | ------ | ------ |
| 3.737 | 11.342 | 14.369 | 16.865 | 19.707 | 25.557 | 24.867 |